# Carly Rose Sonenclar
Carly Rose Sonenclar (Nueva York, 20 de abril de 1999) es una cantante, compositora y actriz teatral estadounidense. En diciembre de 2012, se convirtió en el segundo lugar en la segunda temporada de la versión estadounidense de The X Factor donde fue asesorada por la cantante estadounidense de Pop Britney Spears.
Comenzó su carrera como actriz en 2006 luego de hacer su debut en Broadway en Les Miserables como Joven Cosette. Entre otros papeles en teatro, originó el papel de Chloe (hija de Alice) en el musical de Broadway de 2011 Wonderland. Interpretó un personaje regular en la temporada 3 de la serie de televisión de The Electric Company y ha cantado el Himno Nacional de EE. UU. para los grandes acontecimientos deportivos. El 29 de mayo de 2014, Sonenclar fue designada como uno de los más influyentes concursantes de The X Factor (Estados Unidos) de todos los tiempos por FoxWeekly, por su audición de 'Feeling Good'.

## Primeros años
Sonenclar nació en Nueva York y reside en Mamaroneck, Nueva York. Comenzó a cantar a la edad de dos, imitando a varios de los intérpretes en los primeros años de American Idol. Tomó numerosas clases de canto, baile y actuación, y uno de sus profesores la puso en contacto con una agencia de talentos de Nueva York, que la contrató. Le gusta el softbol y tiene un hermano mayor, Russell.

## Carrera como actriz
Sonenclar comenzó su carrera profesional en 2006 en The Night of the Hunter en el Festival de Teatro Musical de Nueva York en la que interpretó el papel principal de Pearl. En ese mismo año, hizo su debut en Broadway en Les Miserables como Joven Cosette. En 2009, apareció en la gira nacional de Little House on the Prairie the Musical, protagonizada por Melissa Gilbert, originando el papel principal de Carrie. Sonenclar hizo su debut en televisión como Gilda Flip, la más reciente bromista y protegida del peligroso malvado Francine Carruthers, el líder de los bromistas, en la tercera temporada de The Electric Company, producido por Sesame Workshop y salió al aire en PBS.
En 2011, Sonenclar originó el papel principal de Chloe en el musical de corta duración Wonderland en Broadway y el anterior taller de Tampa. Este musical cuenta con la música por Frank Wildhorn, más conocido por el musical Jekyll and Hyde. En este papel, obtuvo buenas críticas, incluyendo uno por The New York Times, el crítico teatral Charles Isherwood, quien describió a Sonenclar como una buena actriz y una "experta cantante casi sobrenatural", y las comparaciones con Sutton Foster Ella cuenta como solista en el CD de reparto producido por Sony Masterworks y fue nombrada el 2011 Mejor Artista Joven por broadwayworld.com. Más recientemente, Sonenclar originó el papel principal de Parsley en The Big Bank, un nuevo musical que fue realizado en el Festival de Teatro Musical de Nueva York en octubre de 2011.
Sonenclar ha aparecido en dos películas, un papel pequeño en The Nanny Diaries interpretando a "niña de la niñera" y Sisterhood of the Traveling Pants 2, y ha hecho numerosas apariciones en especiales de televisión, incluyendo ABC News, WPIX Morning News y NBC News.

## Carrera como cantante
Sonenclar ha cantado el Himno Nacional para los New York Knicks en el Madison Square Garden, para Los Angeles Dodgers en el Dodger Stadium y en el Open Tennis Tournament de EE. UU. en Nueva York. Ha actuado en numerosos beneficios de caridad incluyendo una en la que estuvo acompañado por el ex gran New York Yankee, Bernie Williams, quien es un guitarrista y cantante de clase mundial puertorriqueño.

### 2012:The X Factor
En 2012, hizo una audición para la segunda temporada de The X Factor con la canción «Feeling Good» originalmente cantada por Nina Simone, y fue muy elogiada por los cuatro jueces, avanzando a la siguiente ronda. Simon Cowell la premió con 4.833 "síes". Poco después, avanza a través del primer día de "Talleres", donde cantó «Pumped Up Kicks» junto a Beatrice Miller. Fue de la mitad que consiguió a través de 120 personas. Fue uno de los seis concursantes en la categoría adolescentes a realizar en la fase Casas de los Jueces de la competencia, por Britney Spears y su juez invitado Will.I.Am, interpretando la canción «Brokenhearted». Tanto Spears y Will.I.Am respondieron positivamente a su desempeño, refiriéndose a ella como estar poseída. Avanzó al Top 16, donde interpretó «Good Feeling». Se puso a través del Top 13, donde interpretó «It Will Rain». Avanzó hacia el Top 12, y se reveló que Sonenclar fue la 2º más votada por persona en el concurso, por detrás de Tate Stevens. Interpretó «My Heart Will Go On» durante el episodio Top 12 y avanzó al Top 10, quedando la segunda más votada por persona, por detrás de Stevens.
El 21 de noviembre de 2012 interpretó «Somewhere over the Rainbow» y la noche siguiente fue revelado que ella fue la #1 más votado por concursante en el concurso enviándola al top 8. El 28 de noviembre, interpretó «Rolling in the Deep» y la noche siguiente fue revelado que ella volvió a ser la #1 más votado por concursante en el concurso enviándola al top 6.

#### Actuaciones enThe X Factor
Carly Rose Sonenclar interpretó las siguientes canciones en The X Factor:
| Episodio           | Tema                           | Canción                                         | Artista original           | Orden | Resultado                     |
| ------------------ | ------------------------------ | ----------------------------------------------- | -------------------------- | ----- | ----------------------------- |
| Audición           | Elección libre                 | "Feeling Good"                                  | Nina Simone                | n/d   | Avanza a "Bootcamp 1"         |
| Bootcamp 1         | Presentación solista           | "Runaway Baby"                                  | Bruno Mars                 | n/d   | Avanza a "Bootcamp 2"         |
| Bootcamp 2         | Presentación a dúo             | "Pumped Up Kicks" (con Beatrice Miller)         | Foster the People          | n/d   | Avanza a "Casa de los Jueces" |
| Casa de los Jueces | Elección libre                 | "Brokenhearted"                                 | Karmin                     | n/d   | Avanza a "Shows en vivo"      |
| Semana 1           | Hecho en América               | "Something's Got a Hold on Me" / "Good Feeling" | Etta James / Flo Rida      | 15    | Salvada por Britney Spears    |
| Semana 2           | Canciones de películas         | "It Will Rain"                                  | Bruno Mars                 | 11    | Salvada (2.ª)                 |
| Semana 3           | Divas                          | "My Heart Will Go On"                           | Celine Dion                | 9     | Salvada (2.ª)                 |
| Semana 4           | Dar Gracias                    | "Over the Rainbow"                              | Judy Garland               | 10    | Salvada (1.ª)                 |
| Semana 5           | Números uno                    | "Rolling in the Deep"                           | Adele                      | 5     | Salvada (1.ª)                 |
| Semana 6           | Canciones unplugged            | "As Long as You Love Me"                        | Justin Bieber ft. Big Sean | 3     | Salvada (2.ª)                 |
| Semana 6           | Canciones de "Pepsi Challenge" | "If I Were a Boy"                               | Beyoncé                    | 9     | Salvada (2.ª)                 |
| Semifinal          | Elección del concursante       | "Your Song"                                     | Elton John                 | 2     | Salvada                       |
| Semifinal          | Sin tema específico            | "Imagine"                                       | John Lennon                | 6     | Salvada                       |
| Final              | Performance favorita           | "Feeling Good"                                  | Nina Simone                | 1     | 2.º Lugar                     |
| Final              | Dúo con una celebridad         | Dueto "How Do I Live" con LeAnn Rimes           | LeAnn Rime                 | 4     | 2.º Lugar                     |
| Final              | Canción para ganar             | "Hallelujah"                                    | Leonard Cohen              | 7     | 2.º Lugar                     |
| Final              | Canciones Navideñas            | "All I Want for Christmas Is You"               | Mariah Carey               | 3     | 2.º Lugar                     |